# Кіп Торн

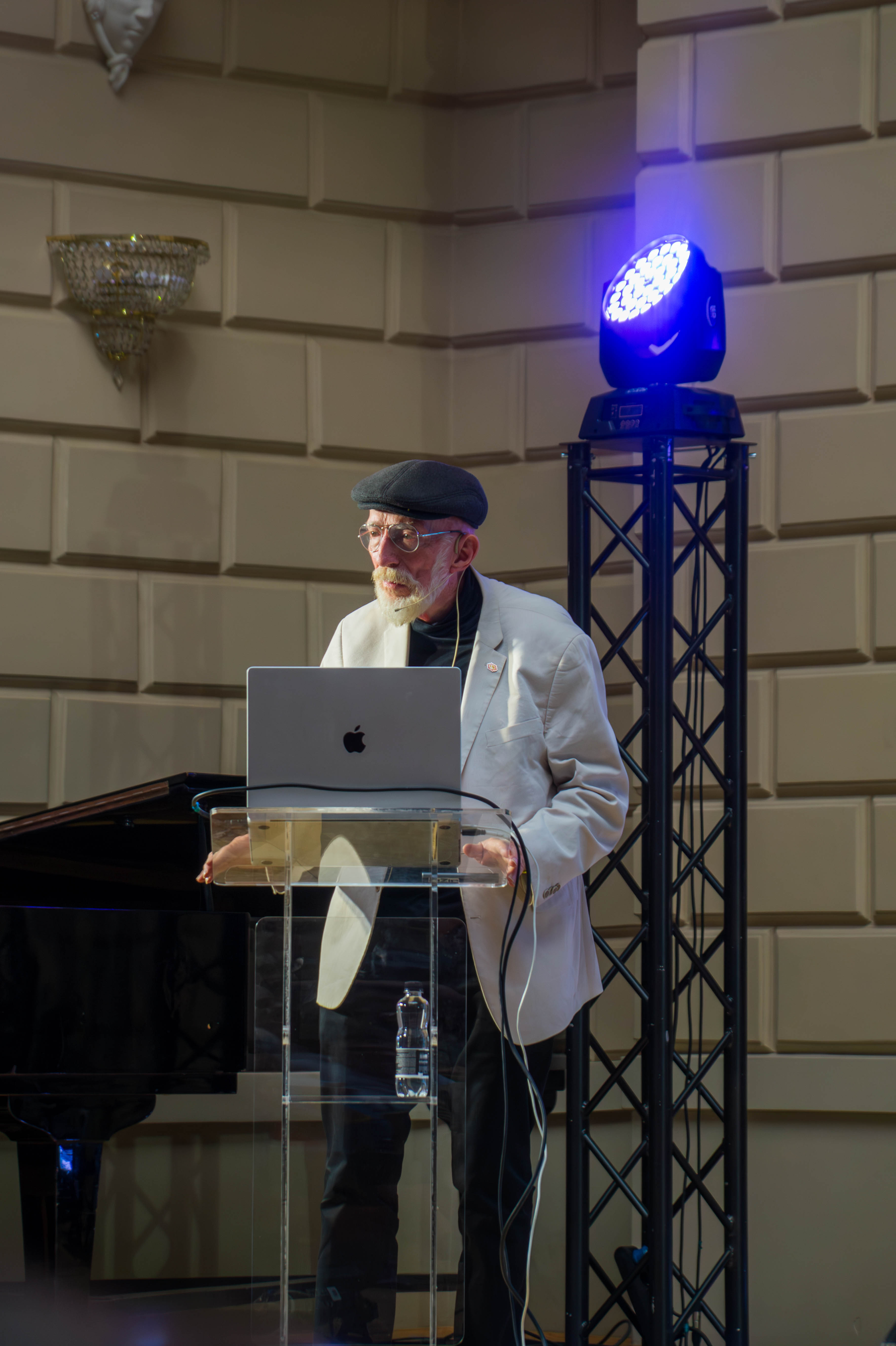
Кіп Торн на OL Science & Tech Fest 2025 у Львові

Кіп Стівен Торн (1 червня 1940 , Логан, Юта ) — американський фізик-теоретик, що працює в галузях астрофізики та теорії гравітації, лауреат Нобелівської премії з фізики 2017 року з формулюванням: «за вирішальний внесок у розробку детектора LIGO та спостереження гравітаційних хвиль». Він розділив цю премію з Беррі Берішем та Райнером Вайсом. Один з авторів підручника-монографії «Гравітація».

## Дослідження

### Гравітаційні хвилі та LIGO
Робота Торна полягала у передбаченні амплітуди гравітаційних хвиль та часової розгортки імпульсу при спостереженні з Землі, що мало велике значення для LIGO (Laser Interferometer Gravitational Wave Observatory — лазерної інтерферометричної гравітаційно-хвильової обсерваторії). LIGO збудована для експерименту з детектування гравітаційних хвиль, одним із провідних пропагандистів якого був Торн. 1984 року він був одним із засновників проєкту, що став найбільшим із коли-небудь фінансованих Національним науковим фондом. Метою проєкту було виміряти й розрізнити флуктуацію у відстані між двома нерухомими точками. Такі флуктуації були б свідченням гравітаційної хвилі. Значним аспектом цієї роботи була побудова математичних моделей для аналізу того, що відбулося. Торн також виконує інженерні розрахунки тих елементів LIGO, які не можна сконструювати чисто експериментально, і консультує щодо алгоритмів аналізу даних, за допомогою яких ведеться пошук гравітаційних хвиль. Теоретична підтримка LIGO включає ідентифікацію джерел гравітаційних сплесків, конструювання поглиначів розсіяного світла в плечах інтерферометра та — разом із групою Володимира Брагінського з Москви — розробку методів квантових вимірювань без збільшення невизначеності для нових детекторів, що дають змогу знешкодити найсерйозніше джерело шуму в таких детекторах — тепловий шум.

### Об'єкти Торна— Житков
Кіп Торн і Анна Житков запропонували модель так званого об'єкта Торна — Житков, який являє собою нейтронну зорю, яка перебуває в ядрі іншої зорі. Жодних зір, які наукова спільнота визнала б об'єктами Торна — Житков, досі не знайдено, але серед червоних гігантів є кандидати в такі об'єкти — це зорі OH359.762+0.120 та U Водолія.

## Нагороди та визнання
- 1969: Нагорода за наукову роботу[en] Американського інституту фізики за його книгу «Смерть зірки»
- 1972: член Американської академії мистецтв і наук
- 1973: член Національної академії наук США
- 1981: почесний доктор Московського державного університеу імені М. В. Ломоносова[12]
- 1983: Силлімановська лекція
- 1992: Премія пам'яті Ріхтмаєра
- 1994: Нагорода за наукову роботу[en] Американського інституту фізики за його книгу Black Holes and Time Warps: Einstein's Outrageous Legacy
- 1996: Медаль Карла Шварцшильда
- 1996: Премія Лілієнфельда
- 1999: член Американського фізичного товариства
- 1999: член РАН
- 2009: Медаль Альберта Ейнштейна[13]
- 2010: Медаль Нільса Бора
- 2016: Премія з фундаментальної фізики
- 2016: Премія Грубера з космології
- 2016: Премія Шао
- 2016: Премія Кавлі
- 2016: Премія Томалла[en]
- 2016: Медаль Оскара Клейна
- 2016: Премія принцеси Астурійської
- 2016: Премія Гарві
- 2017: Нобелівська премія з фізики (1/4 премії)
- 2018: Премія Томас Льюїс[en]

## Вплив на культуру
- Ідеї Кіпа Торна про природу кротовин (кротових нір) були використані астрофізиком і другом Торна Карлом Саганом для написання його науково-фантастичного роману «Контакт». За романом режисер Роберт Земекіс зняв однойменний фільм[14].

- Кіп Торн та його друг, продюсер Лінда Обст розробили концепцію фільму «Інтерстеллар» Крістофера Нолана[15]. Торн виступив виконавчим продюсером[16] і науковим консультантом стрічки, а також написав книгу — Наука «Інтерстеллару» (англ. «The Science of Interstellar»), яка пояснює фізичні явища, які були присутні у фільмі[17][18].

## Доробок
- Thorne, K. S., in 300 Years of Gravitation, (Eds.) S. W. Hawking and W. Israel, 1987, (Chicago: Univ. of Chicago Press), Gravitational Radiation.
- Thorne, K. S., Price, R. H. and Macdonald, D. M., Black Holes, The Membrane Paradigm, 1986, (New Haven: Yale Univ. Press).
- Friedman, J., Morris, M. S., Novikov, I. D., Echeverria, F., Klinkhammer, G., Thorne, K. S. and Yurtsever, U., Physical Review D., 1990, (in press), Cauchy Problem in Spacetimes with Closed Timelike Curves.